# Archivace DNA

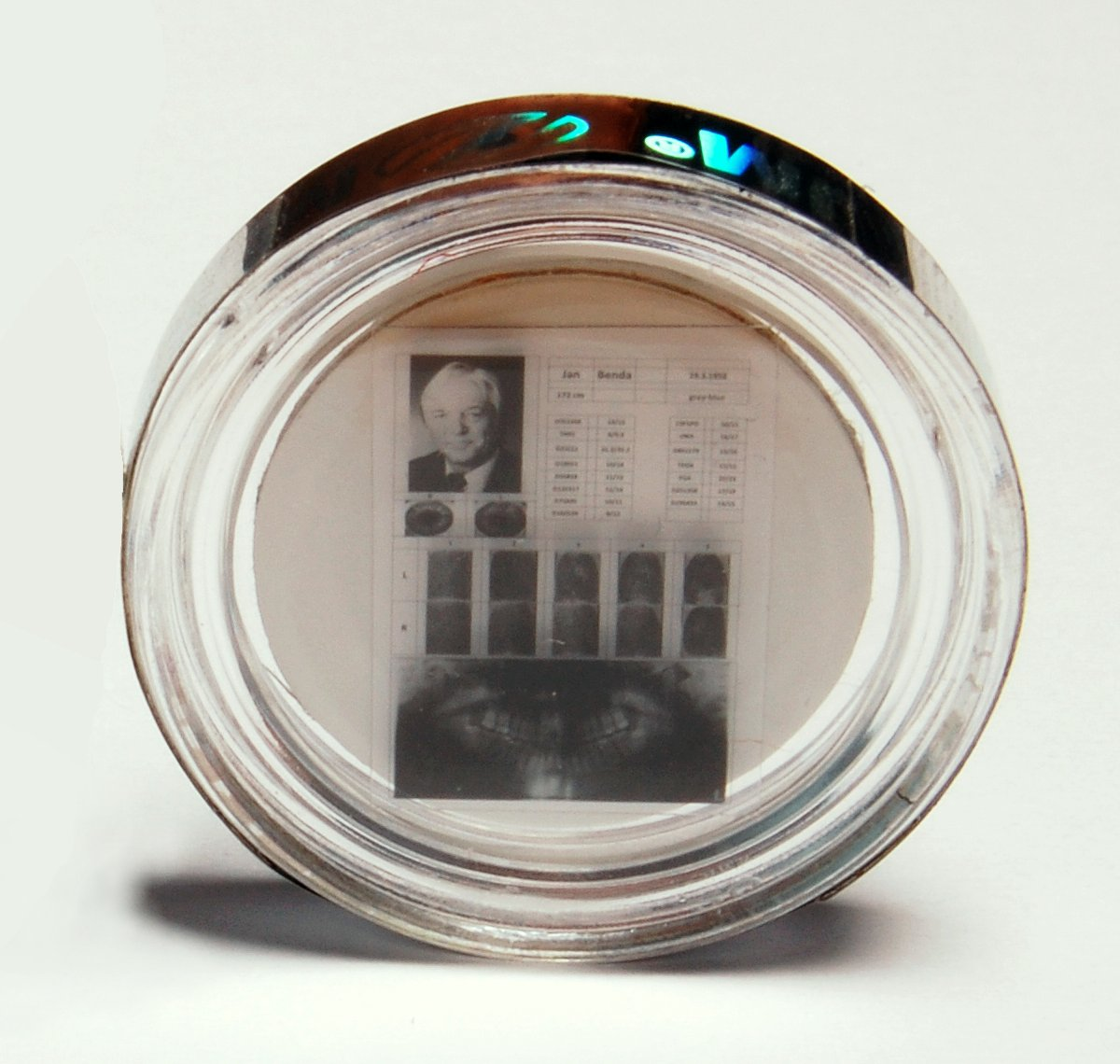
Biometrická kapsle

Archivace DNA je uložení kompletní nebo částečné genetické informace za účelem jejího dalšího zpracování nebo pro dlouhodobé uchování do budoucnosti.
Genetická informace je uložena ve formě tzv. DNA (deoxyribonukleová kyselina). Molekula DNA v sobě nese sekvence nezbytné pro vznik, vývoj, růst, obnovu, funkčnost a vlastnosti celého organismu. Se zánikem organismu mizí zároveň informace uložené v DNA.
Technologie archivace DNA se liší podle formy a doby zamýšleného uchování. Běžné technologie slouží pro krátkodobé uchování vzorku v laboratoři, který je určen k dalšímu rozboru v relaci několika dní; pokročilé technologie se používají za účelem dlouhodobé archivace například vzácných živočichů či rostlin.

## Důvody k archivaci lidské DNA
Existuje několik možných důvodů k archivaci lidské DNA:
- Diagnostika patologických mutací vedoucích k dědičným onemocněním: Existuje přibližně 6 tisíc genetických onemocnění a málokterá z nich jsou léčitelná. Lékařská věda rychle postupuje a v blízké budoucnosti může být užitečné mít k dispozici informace o vlastní genetické výbavě nebo genech našich předků.
- Chovné účely a studium genetických vloh: Diverzita je základem zdravé populace. Složení druhů na Zemi se s časem mění a některé druhy vymírají. Zachováním DNA a vytvořením DNA archivů živočišných a rostlinných druhů přispívá věda k ochraně rozmanitosti druhů na Zemi a jejich případné záchraně.
- Znalost genetické výbavy a sledování změn v čase pomáhá při výzkumu nemocí. Archivovaná DNA může být využita například pro sledování frekvence výskytu patologické mutace v populaci.[1][2]

## Způsob archivace DNA
Pro archivaci velkého množství vzorků DNA jsou zřizovány tzv. banky DNA. Tyto sbírky mohou obsahovat vzorky DNA různých organismů – od plazmidů přes bakterie, viry, parazity a další mikroorganismy, až po složitější formy života jakou jsou rostliny, zvířata a lidé.
Při tvorbě rozsáhlejších archivů DNA je zvláště důležitý způsob identifikace vzorku. K těmto účelům se dnes využívají číselná kódová značení, například čarový kód. Správná a rychlá identifikace vzorku DNA umožňuje rychlý přístup k informacím o uloženém vzorku.

### Typy archivačních metod
Existuje několik typů archivačních metod:
- zamrazení vzorků – metoda založená na technologii zamrazení vzorku pomocí mrazicích boxů (-70 °C) nebo kapalného dusíku (-196 °C),
- FTA karty – metoda používající k archivaci tzv. FTA karty, tj. nosiče obsahující stabilizační látku, archivace při běžných teplotách.[3]
- Plastové mikro zkumavky – laboratorně zpracovaná DNA se uchovává při teplotách od -20 °C v sériově vyráběných plastových mikro zkumavkách.
- anhydrobiotická stabilizace – DNA je smíchána se speciální sloučeninou, která zajišťuje její dlouhodobou stabilitu[4][5][6]